# AFCテルフォード・ユナイテッド
アソシエーション・フットボール・クラブ・テルフォード・ユナイテッド（Association Football Club Telford United）はイングランド、シュロップシャー州、テルフォード・アンド・レキンを本拠地とするサッカークラブチームである。2019-2020シーズンはカンファレンス・ノース（6部相当）に所属。

## クラブ各種記録
一試合最多観客動員数
- 5710人 vs バースコー　2007.4.28

 一試合最多得点勝利試合 
- 7-0 vs ランコーンFCハルトン　2006.4.17

 一試合最多失点敗戦試合 
- 3-6 vs ブラッドフォード・パーク・アベニュー　2005.9.3

## タイトル

### 国内タイトル
- カンファレンスリーグカップ:1回

2008-2009
- サポーターズ・ディレクトカップ:1回

2010-2011

### 国際タイトル
- なし

## 歴代所属選手
- ジェームズ・メレディス 2009-2010
- アンドレ・グレイ 2009-2010
- シルヴァン・イーバンクス＝ブレイク 2017-2018